# GDM (globeのアルバム)
『GDM』（グローブ・ダンス・ミュージック）は、globeの8枚目のリミックス・アルバムである。2014年2月5日に発売。

## 解説
タイトルは『globe dance music』の頭文字より、globeのメンバーであるマーク・パンサーによる造語。マーク自身がリミックスを手掛けた。
オフィシャルサイトでは、さまざまなジャンルバージョンで収録されており、ダンスミュージックの魅力を楽しめる作品と紹介している。

## 収録曲
作詞:小室哲哉&MARC（特記以外全曲）、MARC（1）、

E.Holland/L.dozier/B.Holland（6）、小室哲哉（7）、小室みつ子（11）

作曲:小室哲哉（特記以外全曲）、MARC（1）、E.Holland/L.dozier/B.Holland（6）

Remixed by PANTHER PRODUCTIONS
1. GDM introduction
2. DEPARTURES（Sweet Smoke mix）
3. Can't Stop Fallin' in Love（Candy Smoothie mix）
4. Anytime smokin' cigarette（Emerald Snow mix）
5. You are the one（Rock'n Baby mix）
6. Stop! In the Name of Love（Pumping Paradise mix）
7. Precious Memories（Dreaming Champagne mix）
8. FACES PLACES（Funky Carnival mix）
9. Is this love（Bubble Party mix）
10. wanna Be A Dreammaker（Hard Lady mix）
11. Get Wild（Metal Machine mix）
12. genesis of next（Strangers Echoes mix）
13. Perfume of love（Popn' Drums mix）
14. OVER THE RAINBOW（Cloudy Sky mix）
15. Feel Like dance（Jazz Master mix）